# Dystopia (musikalbum av Caliban)
Dystopia är det tyska metalcore-bandet Calibans tolfte studioalbum, utgivet i april 2022 på Century Media Records.
Marcus Bischoff (Heaven Shall Burn) bidrog med gästsång. Albumet var bandets sista med basisten Marco Schaller, som lämnade gruppen samma år.
Dystopia tog sig in på den tyska topplistan, som högst på plats 6.
Albumet producerade fem musikvideor: "Dystopia", "Ascent of the Blessed", "VirUS", "Alien" och "Darkness I Became"; de tre förstnämnda släpptes även som singlar.

## Låtlista
1. "Dystopia" – 4:24
2. "Ascent of the Blessed" – 4:10
3. "VirUS" – 3:55
4. "Phantom Pain" – 4:02
5. "Alien" – 3:34
6. "Swords" – 3:50
7. "Darkness I Became" – 3:59
8. "Dragon" – 3:25
9. "Hibernate" – 4:18
10. "Mother" – 4:06
11. "The World Breaks Everyone" – 4:02
12. "Divided" – 4:08

## Medverkande
Musiker
- Andreas Dörner – sång
- Marc Görtz – gitarr
- Denis Schmidt – gitarr, sång
- Marco Schaller – basgitarr
- Patrick Grün – trummor

Bidragande musiker
- Christoph Wieczorek – sång
- Marcus Bischoff – sång
- Jonny Davy – sång

Produktion
- Benny Richter – producent, inspelningstekniker
- Marc Görtz – producent, inspelningstekniker, mixning
- Callan Orr – producent
- Olman Viper – mastering
- Bastian Gerlach – omslagskonst
- Matthias Löwenstein – art direction, design